# Kerkhof van Vendresse-Beaulne
Het Kerkhof van Vendress-Beaulne is een gemeentelijke begraafplaats in het Franse dorp Vendresse-Beaulne (departement Aisne). Het kerkhof ligt in het centrum van het dorp aan de noordwestelijke kant van de Église Saint-Rémi en is met ruwe natuursteen ommuurd.  

## Militaire graven

### Franse graven
Er liggen 5 graven van Franse gesneuvelden uit de Eerste Wereldoorlog. Het zijn deze van onderluitenant Louis Magnon en de soldaten René Burnez, Louis Faucher, Marcel Fourcade en Eugène Gouineau. Zij waren leden het 144e R.I. (Infanterie Regiment). 

### Britse graven
In de noordelijke hoek van het kerkhof ligt een perk met Britse gesneuvelden uit de Eerste Wereldoorlog. Dit perk werd ontworpen door William Cowlishaw en heeft een trapeziumvormig grondplan met een oppervlakte van bijna 80 m² dat wordt afgebakend door witte boordstenen. Er liggen 86 doden waaronder slechts 43 geïdentificeerde. Zij sneuvelden tussen 14 september en 13 oktober 1914 tijdens de gevechten tegen het oprukkende Duitse leger. Voor 35 van hen werden Special Memorials opgericht omdat men hun graven niet meer kon lokaliseren en men neemt aan dat ze onder naamloze grafzerken liggen. In de westelijke hoek van het perk staat het Cross of Sacrifice. Tussen de burgerlijke graven ligt vlak bij de noordelijke muur van het kerkhof het graf van een Britse officier.
De graven worden onderhouden door de Commonwealth War Graves Commission en zijn daar geregistreerd onder Vendresse Churchyard.